# Гобби, Хильда
Хильда Го́бби (венг. Gobbi Hilda; 6 июня 1913, Будапешт — 13 июля 1988, Будапешт) — венгерская актриса театра и кино. Лауреат премии имени Кошута (1949), Заслуженная артистка Венгрии (1950). Внучка венгерского композитора, дирижёра и скрипача Алайоша Гобби (1842—1932).

## Биография
С 1932 по 1935 год училась в Академии драматического искусства в Будапеште. Сразу после окончания академии пошла работать в Национальный театр. Принимала участие в антифашистском движении, занималась организацией спектаклей для рабочих. Когда в 1945 году при содействии генерал-майора И. Т. Замерцева в Будапеште был вновь открыт Национальный театр, Хильда Гобби активно включилась в театральную жизнь, много выступала на сцене. С 1957 года стала актрисой в труппе театра Аттилы Йожефа. Была инициатором создания в Будапеште музея венгерского театрального искусства. В 1979 году ушла на пенсию, но продолжила участие в общественной деятельности. В 1982 году была в числе основателей театра Иожефа Катоны.

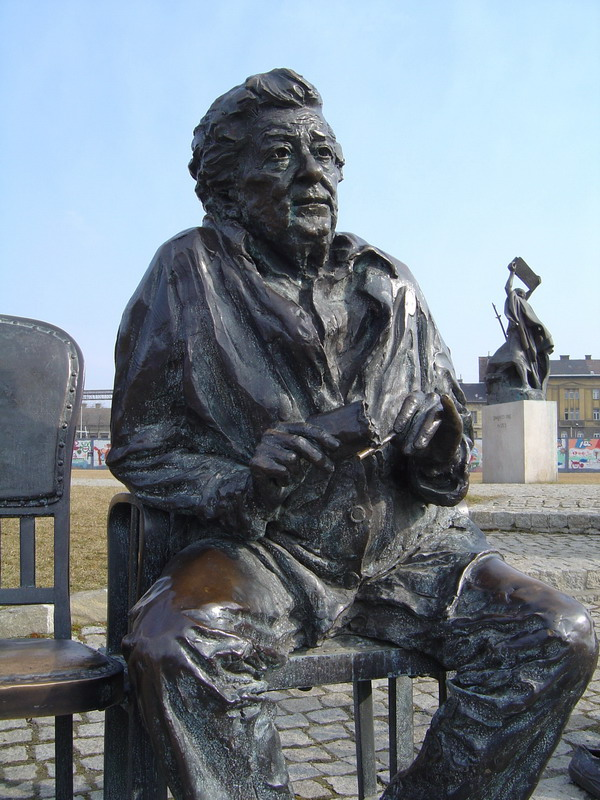
Памятник Хильде Гобби близ Национального театра.

До окончания Второй Мировой войны играла в театре преимущественно в комедиях и фарсах. К 1940—1950-м годам расширила свой творческий репертуар. Среди её лучших театральных ролей Любовь Яровая (одноимённое произведение К. Тренёва), королева Гертруда («Банк-бан» И. Катоны), Ниловна («Мать» по М. Горькому), «Васса Железнова» (одноимённая пьеса М. Горького). Снималась в кинофильмах «Господин учитель Ганнибал» (1956), «Наследство казначея Стамбула» (1962), «Дороття» (1973) и других. На протяжении 20 лет участвовала в серии радиопередач «Семья Сабо». За всё свою карьеру сыграла несколько сот театральных ролей.
Умерла в Будапеште 13 июля 1988 года. Похоронена на кладбище Фаркашрети.
В своём завещании предложила передать свою дачу как Дом творчества Национальному театру.